# Кукуш (областна единица)
Кукуш (на гръцки: Κιλκίς, Килкѝс) е ном в област Централна Македония, Република Гърция. Център на нома е град Кукуш (Килкис).
Територията на нома дълги години е част от Османската империя, преди да бъде освободена от България в Балканската война през 1912 година. През Междусъюзническата война територията е завзета от гръцката армия. До 1934 година, районът е част от ном Солун, когато се отделя от него и става самостоятелен ном. Номът е основан в 1934 година, а първият областен управител е Константинос Креватас и е назначен в 1935 година.

## Транспорт
През ном Кукуш преминават следните основни пътища:
- Гръцки републикански път GR-1 (Европейски път Е75), стар и нов, в посока югозапад, запад, северозапад
- Гръцки републикански път GR-65, в посока юг, център, север, североизток
- път за Дойран, в посока север

## География
Планините в областната единица са Паяк (на гръцки Πάικον Όρος, Πάικο, Пайко) на запад, част от западните части на Беласица (на гръцки Μπέλες, Белес или Κερκίνη, Керкини) на североизток и Круша (на гръцки Κρούσια όρη, Крусия ори) и Карадаг (Мавровуни) на изток. В северната част на нома се намира Дойранското езеро. Граничещи с ном Кукуш са номите Сяр на изток, Солун на юг, Пела на запад. На север ном Кукуш граничи със Северна Македония, община Гевгели.

## Икономика
Икономиката в региона разчита изключително на аграрния сектор. Най-важните отглеждани селскостопански култури са пшеница, тютюн и памук. Животновъдството също е от съществено значение. Районът е слабо залесен, поради особеностите в терена. Промишлеността е само с поддържаща роля в региона.

## Климат
Районът има преходноконтинентален климат с по-студени зими в по-високите места, и преходносредиземноморски и средиземноморски в южните части, по долината на река Вардар.

## Деми и общини
| Дем                        | Статистически код | Център                          | Пощенски код | Телефонен код | № на картата |
| -------------------------- | ----------------- | ------------------------------- | ------------ | ------------- | ------------ |
| Аканджали (Муриес)         | 2809              | Гара Аканджали (Статмос Мурион) | 610 03       | 23410-31      | 8            |
| Ашиклар (Европос)          | 2805              | Ашиклар (Европос)               | 610 02       | 23430-6       | 6            |
| Боймица (Аксиуполи)        | 2801              | Боймица (Аксиуполи)             | 614 00       | 23830-3       | 2            |
| Галик (Галикос)            | 2802              | Караджа Кадър (Камбанис)        | 611 00       | 23430-42      | 3            |
| Горчиво езеро (Пикролимни) | 2810              | Али Ходжалар (Микрокамбос)      | 570 01       | 23431-9       | 9            |
| Гумендже (Гумениса)        | 2803              | Гумендже (Гумениса)             | 613 00       | 23430-4       | 4            |
| Дойран (Дойрани)           | 2804              | Дойран (Дойрани)                | 610 03       | 23410-9       | 5            |
| Круша (Крусия)             | 2807              | Коркутово (Терпилос)            | 611 00       | 23410-4       | 7            |
| Кукуш (Килкис)             | 2806              | Кукуш (Килкис)                  | 611 00       | 23410-2 до 7  | 1            |
| Ругуновец (Поликастро)     | 2811              | Ругуновец (Поликастро)          | 612 00       | 23430-2       | 10           |
| Хърсово (Херсо)            | 2812              | Хърсово (Херсо)                 | 610 02       | 23410-5       | 11           |
| Община                     | Статистически код | Център                          | Пощенски код | Телефонен код | № на картата |
| Ливада (Ливадия)           | 2808              | Ливада (Ливадия)                | 614 00       | 23430-3       | 12           |